# Sveno Erici Regnerus
Sveno Erici Regnerus, född 1611 i Regna församling, Östergötland, död 28 oktober 1688 i Björsäters socken, var en svensk präst i Björsäters församling.

## Biografi
Sveno Erici Regnerus föddes 1611 i Regna församling. Han studerade vid gymnasiet och prästvigdes 22 augusti 1643. Regnerus blev samma år rektor vid Vimmerby trivialskola och 1648 komminister i Bredestads församling. Han blev 1649 komminister i Pelarne församling och 1669 kyrkoherde i Björsäters församling. Regnerus avled 1688 i Björsäters församling och begravdes 2 december samma år av kontraktsprosten Abrahamus Aschanius.

### Familj
Regnerus gifte sig första gången 1645 med Barbara Fallerius (död 1667). Hon var dotter till kyrkoherden i Vimmerby stadsförsamling. De fick tillsammans barnen Johannes Seulerus (1647–1724), Ingrid (1655–1734) som var gift med ryttaren Sven Håkansson, samt 8 barn. Regnerus gifte sig andra gången 6 juni 1669 med Rachel Månsdotter. Hon var dotter till bonden Måns Bothvidsson och Anna Månsdotter på Skyllinge i Gårdeby socken. Rachel Månsdotter hade tidigare varit gift med kyrkoherden Petrus Frostenius i Björsäters församling och kyrkoherden Nicolaus Lundius i Björsäters församling.